# 謝爾頓 (華盛頓州)
谢爾頓（Shelton）位於美國華盛頓州梅森郡，也是該郡的縣治。本市是普吉特海湾最西邊的城市。2010年美國人口普查時人口為9,834人。 在人口方面，本市在華盛頓州約五百個自治市中排第161名。本市擁有特別的政府形式，是華盛頓州中唯一維持市委員會體制的城市。

## 資料來源
1. ↑  . United States Census Bureau.   [2008-01-31].
2. ↑  . United States Geological Survey. 2007-10-25  [2008-01-31].
3. ↑  . National Association of Counties.   [2011-06-07].
4. ↑  Shelton city, Washington - Population Finder - American FactFinder[永久]

## 外部連結
- （英文）市府網站 （页面存档备份，存于）
- （英文）梅森郡旅遊網 （页面存档备份，存于）
- （英文）當地日報 （页面存档备份，存于）
- （英文）當地電台 （页面存档备份，存于）
- （英文）約1925年的雪爾頓（華盛頓大學收藏）[永久]
- （英文）華盛頓懲教中心